# Campionato Dilettanti Lombardia 1957-1958
Il Campionato Nazionale Dilettanti 1957-1958 è stato il V livello del campionato italiano. A carattere regionale, fu il primo campionato dilettantistico con questo nome, e il sesto se si considera che alla Promozione fu cambiato il nome assegnandogli questo.
Il campionato era organizzato su base regionale dalle Leghe Regionali e le vincenti di ogni girone venivano ammesse alla successiva fase regionale che attribuiva il titolo di lega, mentre erano complessivamente trentadue squadre, distribuite fra le regioni secondo lo schema della vecchia Promozione, a contendersi lo Scudetto Dilettanti.
Questi sono i gironi organizzati dalla Lega Regionale Lombarda per la regione Lombardia.

## Girone A

### Squadre partecipanti
| Squadra                | Città (provincia)         | Stagione precedente |
| ---------------------- | ------------------------- | ------------------- |
| A.C. Angelo Antonini   | Sarezzo (BS)              |                     |
| A.C. Beretta           | Gardone Val Trompia (BS)  |                     |
| U.S. Breno             | Breno (BS)                |                     |
| A.C. Calolziocorte     | Calolziocorte (BG)        |                     |
| F.B.C. Chiari          | Chiari (BS)               |                     |
| U.S. Clusone           | Clusone (BG)              |                     |
| Pol. Darfense          | Darfo Boario Terme (BS)   |                     |
| U.S. Desenzano         | Desenzano del Garda (BS)  |                     |
| U.S. Gandinese         | Gandino (BG)              |                     |
| C.R.A.L. Ilva Lovere   | Lovere (BG)               |                     |
| A.S.C. Leffe           | Leffe (BG)                |                     |
| U.S. Nembrese          | Nembro (BG)               |                     |
| U.S. Nossese           | Ponte Nossa (BG)          |                     |
| U.S. Rovatese          | Rovato (BG)               |                     |
| A.C. Toscolano Maderno | Toscolano Maderno (BS)    |                     |
| U.S. Villanovese       | Villanuova sul Clisi (BS) |                     |

### Classifica finale
|  | Pos. | Squadra           | Pt | G  | V  | N  | P  | GF | GS | DR  |
|  | ---- | ----------------- | -- | -- | -- | -- | -- | -- | -- | --- |
|  | 1.   | Leffe             | 51 | 30 | 22 | 7  | 1  | 97 | 32 | +65 |
|  | 2.   | Chiari            | 42 | 30 | 16 | 10 | 4  | 46 | 26 | +20 |
|  | 3.   | Beretta Gardone   | 38 | 30 | 16 | 6  | 8  | 56 | 44 | +12 |
|  | 4.   | Toscolano Maderno | 37 | 30 | 16 | 5  | 9  | 46 | 33 | +13 |
|  | 5.   | Darfense          | 34 | 30 | 14 | 6  | 10 | 62 | 52 | +10 |
|  | 5.   | Villanovese       | 34 | 30 | 13 | 8  | 9  | 52 | 43 | +9  |
|  | 7.   | Desenzano         | 33 | 30 | 12 | 9  | 9  | 67 | 51 | +16 |
|  | 8.   | Angelo Antonini   | 28 | 30 | 10 | 8  | 12 | 33 | 33 | 0   |
|  | 8.   | Rovatese          | 28 | 30 | 8  | 12 | 10 | 39 | 43 | -4  |
|  | 10.  | Gandinese         | 27 | 30 | 12 | 3  | 15 | 40 | 50 | -10 |
|  | 10.  | Ilva Lovere       | 27 | 30 | 11 | 5  | 14 | 46 | 47 | -1  |
|  | 12.  | Calolziocorte     | 26 | 30 | 8  | 10 | 12 | 48 | 67 | -19 |
|  | 13.  | Breno             | 25 | 30 | 10 | 5  | 15 | 34 | 39 | -5  |
|  | 14.  | Nembrese          | 21 | 30 | 7  | 7  | 16 | 36 | 59 | -23 |
|  | 15.  | Nossese           | 16 | 30 | 5  | 6  | 19 | 29 | 65 | -36 |
|  | 16.  | Clusone (-2)      | 9  | 30 | 3  | 5  | 22 | 24 | 75 | -51 |

Legenda:
      Ammesso alle finali nazionali.
      Retrocesso in Prima Divisione.
Regolamento:
Due punti a vittoria, uno a pareggio, zero a sconfitta.
Pari merito in caso di pari punti.
Note:
Clusone ha scontato 2 punti di penalizzazione in classifica per due rinunce.

## Girone B

### Squadre partecipanti
| Squadra                | Città (provincia)      | Stagione precedente |
| ---------------------- | ---------------------- | ------------------- |
| U.S. Aurora Desio 1922 | Desio (MI)             |                     |
| U.S. Caratese          | Carate Brianza (MI)    |                     |
| U.S. Chiavennese       | Chiavenna (SO)         |                     |
| A.S.C. Cinisello       | Cinisello Balsamo (MI) |                     |
| U.S. Concorezzese      | Concorezzo (MI)        |                     |
| A.C. Legnone           | Colico (CO)            |                     |
| S.S. Luciano Manara    | Barzanò (CO)           |                     |
| U.S. Morbegnese        | Morbegno (SO)          |                     |
| A.S. Muggiò            | Muggiò (MI)            |                     |
| A.S. Padernese         | Paderno d'Adda (CO)    |                     |
| S.S. Pro Lissone       | Lissone (MI)           |                     |
| S.C. Rilsan Snia       | Cesano Maderno (MI)    |                     |
| S.S. Siemens           | Milano                 |                     |
| Sondrio Sportiva       | Sondrio                |                     |
| A.C. Villasanta        | Villasanta (MI)        |                     |
| U.S. Vis Casatese      | Casatenovo (CO)        |                     |

### Classifica finale
|  | Pos. | Squadra        | Pt | G  | V  | N  | P  | GF | GS | DR  |
|  | ---- | -------------- | -- | -- | -- | -- | -- | -- | -- | --- |
|  | 1.   | Sondrio        | 51 | 30 | 23 | 5  | 2  | 67 | 24 | +43 |
|  | 2.   | Cinisello      | 48 | 30 | 21 | 6  | 3  | 68 | 30 | +38 |
|  | 3.   | Morbegnese     | 43 | 30 | 19 | 5  | 6  | 62 | 16 | +46 |
|  | 4.   | Pro Lissone    | 39 | 30 | 16 | 7  | 7  | 69 | 35 | +34 |
|  | 5.   | Concorezzese   | 36 | 30 | 16 | 4  | 10 | 56 | 36 | +20 |
|  | 5.   | Siemens        | 36 | 30 | 14 | 8  | 8  | 49 | 39 | +10 |
|  | 7.   | Caratese       | 31 | 30 | 10 | 11 | 9  | 54 | 42 | +8  |
|  | 7.   | Rilsan Snia    | 31 | 30 | 12 | 7  | 11 | 50 | 46 | +4  |
|  | 9.   | Chiavennese    | 26 | 30 | 11 | 4  | 15 | 45 | 56 | -11 |
|  | 9.   | Aurora Desio   | 26 | 30 | 10 | 6  | 14 | 42 | 59 | -17 |
|  | 11.  | Villasanta     | 24 | 30 | 8  | 8  | 14 | 36 | 51 | -15 |
|  | 11.  | Luciano Manara | 24 | 30 | 8  | 8  | 14 | 43 | 59 | -16 |
|  | 13.  | Padernese      | 23 | 30 | 8  | 7  | 15 | 33 | 54 | -19 |
|  | 14.  | Vis Casatese   | 20 | 30 | 6  | 8  | 16 | 33 | 48 | -15 |
|  | 15.  | Legnone        | 15 | 30 | 5  | 5  | 20 | 34 | 76 | -42 |
|  | 16.  | Muggiò         | 7  | 30 | 3  | 1  | 26 | 24 | 94 | -70 |

Legenda:
      Ammesso alle finali nazionali.
  Retrocesso e in seguito riammesso.
      Retrocesso in Prima Divisione.
Regolamento:
Due punti a vittoria, uno a pareggio, zero a sconfitta.
Pari merito in caso di pari punti.

## Girone C

### Squadre partecipanti
| Squadra                  | Città (provincia)          | Stagione precedente |
| ------------------------ | -------------------------- | ------------------- |
| F.B.C. Abbiategrasso     | Abbiategrasso (MI)         |                     |
| U.S. Arlunese            | Arluno (MI)                |                     |
| A.C. Cassano             | Cassano d'Adda (MI)        |                     |
| A.S. Cernusco            | Cernusco sul Naviglio (MI) |                     |
| U.S. Corsico             | Corsico (MI)               |                     |
| A.S. Erminio Giana       | Gorgonzola (MI)            |                     |
| U.S. Fiorita Pagliarini  | Romano di Lombardia (BG)   |                     |
| S.S. Fulgor Canonica     | Canonica d'Adda (BG)       |                     |
| U.S. Ignis Olimpia       | Caravaggio (BG)            |                     |
| U.S. Inveruno            | Inveruno (MI)              |                     |
| A.S. Rivoltana           | Rivolta d'Adda (CR)        |                     |
| C.S. Trevigliese Semenza | Treviglio (BG)             |                     |
| S.S. Tritium             | Trezzo sull'Adda (MI)      |                     |
| S.S. Vela                | Mesero (MI)                |                     |
| U.S. Veltro              | Caravaggio (BG)            |                     |
| A.C.O. Verdellese        | Verdello (BG)              |                     |

### Classifica finale
|  | Pos. | Squadra            | Pt | G  | V  | N  | P  | GF | GS | DR  |
|  | ---- | ------------------ | -- | -- | -- | -- | -- | -- | -- | --- |
|  | 1.   | Inveruno           | 53 | 30 | 25 | 3  | 2  | 75 | 21 | +54 |
|  | 2.   | Trevigliese        | 39 | 30 | 17 | 5  | 8  | 46 | 27 | +19 |
|  | 3.   | Fiorita Pagliarini | 36 | 30 | 16 | 4  | 10 | 63 | 49 | +14 |
|  | 4.   | Tritium            | 35 | 30 | 4  | 7  | 9  | 41 | 28 | +13 |
|  | 4.   | Ignis Olimpia      | 35 | 30 | 13 | 9  | 8  | 42 | 34 | +8  |
|  | 6.   | Arlunese           | 32 | 30 | 12 | 8  | 10 | 72 | 53 | +19 |
|  | 7.   | Abbiategrasso      | 29 | 30 | 11 | 7  | 12 | 36 | 45 | -9  |
|  | 8.   | Fulgor Canonica    | 28 | 30 | 13 | 2  | 15 | 40 | 43 | -3  |
|  | 8.   | Vela               | 27 | 30 | 11 | 5  | 14 | 44 | 69 | -25 |
|  | 10.  | Corsico            | 26 | 30 | 9  | 8  | 13 | 51 | 58 | -7  |
|  | 10.  | Cernusco           | 26 | 30 | 9  | 8  | 13 | 49 | 56 | -7  |
|  | 12.  | Erminio Giana      | 25 | 30 | 10 | 5  | 15 | 39 | 51 | -12 |
|  | 12.  | Veltro Caravaggio  | 25 | 30 | 7  | 11 | 12 | 42 | 53 | -11 |
|  | 14.  | Cassano            | 25 | 30 | 9  | 7  | 14 | 38 | 41 | -3  |
|  | 15.  | Verdellese         | 22 | 30 | 9  | 4  | 17 | 44 | 48 | -4  |
|  | 16.  | Rivoltana (-1)     | 16 | 30 | 5  | 7  | 18 | 35 | 81 | -46 |

Legenda:'
      Ammesso alle finali nazionali.
  Retrocesso e in seguito riammesso.
      Retrocesso in Prima Divisione.
Regolamento:
Due punti a vittoria, uno a pareggio, zero a sconfitta.
Pari merito in caso di pari punti.
Note:
Rivoltana ha scontato 1 punto di penalizzazione in classifica per una rinuncia.

### Spareggi retrocessione
|                                         | Risultato |         | Luogo e data          |  |
| --------------------------------------- | --------- | ------- | --------------------- |  |
| Erminio Giana                           | 1 - 0     | Veltro  | Melzo, 25 maggio 1958 |  |
| Primo turno con abbinamento a sorteggio |           |         |                       |  |
| Veltro                                  | 4 - 1     | Cassano | Melzo, 1º giugno 1958 |  |
|                                         |           |         |                       |  |

## Girone D

### Squadre partecipanti
| Squadra                | Città (provincia)        | Stagione precedente |
| ---------------------- | ------------------------ | ------------------- |
| U.S. Arnatese          | Arnate di Gallarate (VA) |                     |
| U.S. Bollatese         | Bollate (MI)             |                     |
| U.S. Caronnese         | Caronno Pertusella (VA)  |                     |
| A.S. Cesano Maderno    | Cesano Maderno (MI)      |                     |
| U.S. Cistellum         | Cislago (VA)             |                     |
| Pol. Gaviratese        | Gavirate (VA)            |                     |
| S.S. Gerenzanese       | Gerenzano (VA)           |                     |
| F.B.C. Laveno Mombello | Laveno Mombello (VA)     |                     |
| F.B.C. Luino           | Luino (VA)               |                     |
| U.S. Mariano           | Mariano Comense (CO)     |                     |
| G.S. Mobilieri Bovisio | Bovisio Masciago (MI)    |                     |
| A.C. Parabiago         | Parabiago (MI)           |                     |
| U.S. Rescaldinese      | Rescaldina (MI)          |                     |
| A.S. Seveso            | Seveso (MI)              |                     |
| S.S. Sommese           | Somma Lombardo (VA)      |                     |
| F.C. Vedanese          | Vedano Olona (VA)        |                     |

### Classifica finale
|  | Pos. | Squadra           | Pt | G  | V  | N  | P  | GF | GS | DR  |
|  | ---- | ----------------- | -- | -- | -- | -- | -- | -- | -- | --- |
|  | 1.   | Rescaldinese      | 46 | 30 | 21 | 4  | 5  | 75 | 35 | +30 |
|  | 2.   | Parabiago         | 40 | 30 | 16 | 8  | 6  | 73 | 38 | +35 |
|  | 2.   | Mariano           | 40 | 30 | 15 | 10 | 5  | 60 | 42 | +18 |
|  | 4.   | Luino             | 36 | 30 | 15 | 6  | 9  | 63 | 42 | +21 |
|  | 5.   | Bollatese         | 32 | 30 | 13 | 6  | 11 | 49 | 48 | +1  |
|  | 6.   | Laveno Mombello   | 31 | 30 | 12 | 7  | 11 | 43 | 47 | -4  |
|  | 7.   | Sommese           | 30 | 30 | 10 | 10 | 10 | 48 | 36 | +8  |
|  | 7.   | Gaviratese        | 30 | 30 | 11 | 8  | 11 | 51 | 54 | -3  |
|  | 9.   | Arnatese          | 29 | 30 | 13 | 3  | 14 | 38 | 42 | -4  |
|  | 10.  | Cistellum         | 28 | 30 | 11 | 6  | 13 | 52 | 62 | -10 |
|  | 11.  | Cesano Maderno    | 27 | 30 | 9  | 9  | 12 | 32 | 43 | -11 |
|  | 12.  | Seveso            | 25 | 30 | 11 | 3  | 16 | 51 | 61 | -10 |
|  | 12.  | Mobilieri Bovisio | 25 | 30 | 9  | 7  | 14 | 34 | 50 | -16 |
|  | 14.  | Gerenzanese       | 22 | 30 | 8  | 6  | 16 | 38 | 45 | -7  |
|  | 14.  | Vedanese          | 22 | 30 | 7  | 8  | 15 | 42 | 68 | -26 |
|  | 16.  | Caronnese         | 17 | 30 | 6  | 5  | 19 | 25 | 66 | -41 |

Legenda:
      Ammesso alle finali nazionali.
  Retrocesso e in seguito riammesso.
      Retrocesso in Prima Divisione.
Regolamento:
Due punti a vittoria, uno a pareggio, zero a sconfitta.
Pari merito in caso di pari punti.

### Spareggio retrocessione
|             | Risultato |          | Luogo e data                |
| ----------- | --------- | -------- | --------------------------- |
| Gerenzanese | 3 - 1     | Vedanese | a Parabiago, 25 maggio 1955 |
|             |           |          |                             |

## Girone E

### Squadre partecipanti
| Squadra                    | Città (provincia)          | Stagione precedente |
| -------------------------- | -------------------------- | ------------------- |
| A.C. Banca del Lavoro      | Milano                     |                     |
| A.C. Casale                | Casalpusterlengo (MI)      |                     |
| F.B.C. Casteggio           | Casteggio (PV)             |                     |
| A.S. Castelnovese          | Castelnuovo Scrivia (AL)   |                     |
| A.C. Codogno               | Codogno (MI)               |                     |
| U.S. Fiorenzuola           | Fiorenzuola d'Arda (PC)    |                     |
| Pol. Livraga               | Livraga (MI)               |                     |
| U.S. Melegnanese           | Melegnano (MI)             |                     |
| U.S. Niguardese Aurora     | Milano-Niguarda            |                     |
| A.C. O.M.T. Derthona       | Tortona (AL)               |                     |
| A.S. Pejo Lorenteggio      | Milano                     |                     |
| A.C. Pro Piacenza          | Piacenza                   |                     |
| A.S. Sant'Angelo           | Sant'Angelo Lodigiano (MI) |                     |
| U.S. Soresinese            | Soresina (CR)              |                     |
| S.G. Stradellina Primavera | Stradella (PV)             |                     |
| G.S. Supercortemaggiore    | Cortemaggiore (PC)         |                     |

### Classifica finale
|  | Pos. | Squadra               | Pt | G  | V  | N  | P  | GF | GS | DR  |
|  | ---- | --------------------- | -- | -- | -- | -- | -- | -- | -- | --- |
|  | 1.   | O.M.T. Derthona       | 48 | 30 | 20 | 8  | 2  | 73 | 25 | +48 |
|  | 2.   | Fiorenzuola           | 42 | 30 | 16 | 10 | 4  | 65 | 36 | +29 |
|  | 3.   | Soresinese            | 40 | 30 | 15 | 10 | 5  | 57 | 42 | +15 |
|  | 4.   | Banca del Lavoro      | 35 | 30 | 11 | 13 | 6  | 52 | 52 | 0   |
|  | 5.   | Supercortemaggiore    | 33 | 30 | 12 | 9  | 9  | 38 | 33 | +5  |
|  | 5.   | Livraga               | 33 | 30 | 10 | 13 | 7  | 43 | 39 | +4  |
|  | 7.   | Pro Piacenza          | 32 | 30 | 11 | 10 | 9  | 49 | 43 | +6  |
|  | 8.   | Codogno               | 31 | 30 | 12 | 7  | 11 | 46 | 44 | +2  |
|  | 9.   | Casale                | 30 | 30 | 12 | 6  | 12 | 52 | 45 | +7  |
|  | 10.  | Niguardese Aurora     | 27 | 30 | 9  | 9  | 12 | 52 | 58 | -6  |
|  | 11.  | Casteggio             | 26 | 30 | 9  | 8  | 13 | 48 | 62 | -14 |
|  | 12.  | Castelnovese          | 24 | 30 | 8  | 8  | 14 | 46 | 64 | -18 |
|  | 13.  | Sant'Angelo           | 23 | 30 | 7  | 9  | 14 | 45 | 62 | -17 |
|  | 14.  | Pejo Lorenteggio      | 21 | 30 | 4  | 13 | 13 | 21 | 36 | -15 |
|  | 15.  | Stradellina Primavera | 20 | 30 | 7  | 6  | 17 | 45 | 67 | -22 |
|  | 16.  | Melegnanese           | 15 | 30 | 4  | 7  | 19 | 39 | 63 | -24 |

Legenda:
      Ammesso alle finali nazionali.
  Retrocesso e in seguito riammesso.
      Retrocesso in Prima Divisione.
Regolamento:
Due punti a vittoria, uno a pareggio, zero a sconfitta.
Pari merito in caso di pari punti.

## Finali per il titolo
- Leffe, Sondrio,  Inveruno, Rescaldinese e Derthona promosse in Interregionale 1958-1959.

### Giornali
- Archivio della Gazzetta dello Sport, stagione 1957-1958, consultabile presso le Biblioteche:
  - Biblioteca Nazionale Braidense di Milano;
  - Biblioteca Nazionale Centrale di Firenze;
  - Biblioteca Nazionale Centrale di Roma;
  - Biblioteca Civica Berio di Genova;
  - e presso Emeroteca del C.O.N.I. di Roma (non è online ma è da consultare in sede).

### Libri
- Pietro Serina, Bergamo in Campo - 1905-1994: il nostro calcio, i suoi numeri, Zanica (BG), L'Impronta, 1995.
- Pietro Serina, La Sebinia - Un secolo della nostra storia, Castenedolo, Stampato da Stilgraf, settembre 2000,  p. 108.
- Tutti gli uomini del pallone - F.C. Laveno Mombello 50° di fondazione (1947-1997) Francesco Ottone.
- Antonio Rivolta, Cento anni di calcio a Morbegno (storia del Morbegno Calcio 1908), Morbegno (SO), L'Impronta, settembre 2008.
- AA.VV., U.S. Aurora Brollo Desio - 1922-72 50 anni, Desio (MI), U.S. Aurora Brollo Desio, stampato da Tipolitografia Enrico Meda, 1972.
- Angelo Ghitti, I diciotto anni della Romanese, Bergamo, Editrice Corponove, maggio 1979.
- Rino Tinelli, Cento battiti ... un solo Cuore - TRITIUM, Trezzo sull'Adda (MI), S.S. Tritium 1908 - Fotolito e stampa: Modulimpianti S.n.c., Grezzago (MI), 15 dicembre 2008.
- Pino Pagani, Brevi di cronaca lunga cento anni - 1908 A.C. Codogno (associazione calcio) - Codogno. Un secolo di storia, Corno Giovine (LO), MG Artigrafiche s.a.s., maggio 2008.
- Cristiano Devecchi e Fabrizio Quaini, Sant'Angelo leggenda rossonera 100 anni di calcio, Sant'Angelo Lodigiano (LO), Tipografia Cerri & Servida, dicembre 2010.
- Virgilio Oleotti, 1928 - 1988 sessant'anni di calcio US Melegnanese, Melegnano (MI), U.S. Melegnanese - Stampa INGRAF Industria Grafica S.r.l. Milano, maggio 1988.